# Apofonia
Es denomina apofonia la correspondència i alternança de grups fixos de vocals que, d'acord amb normes regulars, ocorren dins d'una arrel o un sufix. Un cas que il·lustra aquesta situació és la formació del passat verbal en els verbs forts anglesos, com, per exemple, en l'alternança sing/sang.
El concepte d'apofonia fou definit per l'alemany Jacob Grimm, que la va denominar Ạblaut en alemany. L'alemany, igual que la resta de llengües germàniques, especialment en llurs fases més antigues, fa un gran ús d'aquest recurs en la flexió nominal i verbal i en la derivació. Així, sorgeixen cadenes seqüencials apofòniques constituïdes en paraules com ara sprẹchen ("parlar"), sprach ("va parlar"), Gesprạ̈ch ("conversa"), gesprọchen ("parlat"), Spruch ("dita" o "proverbi"), etc.

## L'apofonia en indoeuropeu
En indoeuropeu hi ha dos tipus d'alternança vocàlica: la primera es denomina deentonació o alternança qualitativa (alemany: Ạbtönung) i ocorre quan canvia el timbre vocàlic de l'arrel, com en les formes gregues δέδορκα/δέρκομαι.
En indoeuropeu, en general, les vocals que alternen són e/o/ø, per la qual cosa es parla de grau e, grau o i grau zero. Per exemple, en grec, el grau e apareix en la forma γένος, el grau o apareix en la paraula γόνος i el grau zero apareix en el verb γίγνομαι. Quan l'arrel conté una vocal seguida d'una semivocal o d'una sonant (representades tradicionalment amb els símbols: i̯, u̯, m̥, n̥, l̥, r̥), en el grau zero la semivocal o la sonant assumeix la funció de nucli de síl·laba quan en desapareix la vocal e o o. D'aquesta manera es té λείπω en grau e, λέλοιπα en grau o i λιπεῖν en grau zero. De la mateixa manera, es pot esmentar l'alternança μένος / μέμονα / μέμαμεν (< *me-mn̥-men).
La segona alternança vocàlica s'anomena degradació o alternança quantitativa (Ạbstufung) i consisteix en un canvi de la quantitat de la vocal. Dins d'aquest tipus d'alternança es reconeixen el grau ple (Vọllstufe), el grau reduït o zero (Nụllstufe) i el grau allargat (Dẹhnstufe). Per exemple, en llatí, aquesta alternança es dona en les paraules uōx/uŏcāre.
Encara que és bastant poc freqüent, aquestes dues classes d'alternança podrien donar-se al mateix temps, com es pot apreciar en el següent exemple:
| Grau e | Grau o   | Grau ø | Grau e allargat | Grau o allargat |
| ------ | -------- | ------ | --------------- | --------------- |
| πατέρα | εὐπάτορα | πατρός | πατήρ           | εὐπάτωρ         |

## L'apofonia en llatí
En llatí, l'apofonia originària indoeuropea ha quedat molt enfosquida pels diversos canvis fonètics i analògics. Es pot apreciar, sobretot, en formes com pĕndō / pŏndŭs, tĕgō / tŏgă, ĕs-t / s-ŭnt, ĕd-ō / d-ēns (però dĕntis), gĕn-ŭs / gĭ-gn-ō, etc. Tanmateix, en la majoria dels casos, per descobrir l'apofonia és necessari fer una anàlisi més profunda. Per exemple, les formes fīdō (< *feido) / foedŭs (< *foidus) / fĭdēs.
Existeixen tres arrels en les quals hi ha atestada una alternança entre una vocal llarga i la vocal neutra. Aquestes arrels són *dhe-/*dhə-, *sta/*stə- i *do-/*də-. La teoria de les laringals afirma que aquestes formes provenen de combinacions d'una vocal amb una consonant laringal. Així, proposa *dheh1-, *steh₂- i *deh₃-, respectivament.